# Effet Donald Duck
L'effet Donald Duck est le nom donné au fait de parler avec une voix déformée par l'hélium. C'est un terme couramment employé dans le domaine de la plongée sous-marine, donné en référence à la voix érayée du personnage de Disney Donald Duck.
Toutefois cette référence est trompeuse car l'inventeur de la voix de Donald, Clarence Nash, n'a jamais utilisé d'hélium. Il coinçait de l'air entre l'une de ses joues et la partie postérieure de l'os maxillaire, puis se forçait à parler en maintenant fermée la partie opposée de sa mâchoire.
Après inhalation d'hélium, l'azote des poumons est alors remplacé par l'hélium. Cela modifie la fréquence des harmoniques et la parole est donc déformée. Cet effet est temporaire. Il dure jusqu'à ce que la respiration ait remplacé l'hélium par de l'azote, situation normale.
L'explication est la suivante : 
La voix humaine est produite par la vibration des cordes vocales dans le larynx lors du passage de l'air dans la trachée. Le son produit est composé d'une fréquence fondamentale qui détermine la hauteur de la voix et d'harmoniques qui sont des multiples de cette fréquence.
La fréquence fondamentale d'une cavité de résonance est directement proportionnelle à la vitesse du son dans le gaz occupant cette cavité. Or, selon la théorie des gaz, on sait que la vitesse du son dans un gaz parfait est proportionnelle à la racine carrée du ratio {\displaystyle {\frac {T}{M}}}, où T est la température du gaz (en kelvins) et M sa masse moléculaire. Pour une température donnée et une cavité d'un certain volume, la vitesse du son sera plus rapide pour un gaz ayant un M plus petit.
Par exemple, la vitesse du son dans un air sec (M=28.964) à zéro degré Celsius est de 331.3 m/s. À cette température dans l'hélium (M=4.003) la vitesse du son est de 891.2 m/s. Par conséquent, la fréquence de résonance et donc les harmoniques dans de l'hélium est presque 2.7 fois élevée que dans de l'air à la pression d'une atmosphère.
Dans certains caissons hyperbares, un décodeur permet d'améliorer les communications avec la surface.
En 1973,  Murray M. Schiffman dépose un brevet pour la technologie Variable Speech Control permettant de réduire l'effet Donald Duck sur les cassettes vidéo lorsque le la bande est lue en accéléré. En 1974, Schiffman accorde des licences pour cette technologie à trois entreprises les japonaises Sony et Matsushita et l'américaine Magnetic Video.
Cet effet est parfois utilisé comme application scientifique ludique.
Une scène du film Le Grand Bleu de Luc Besson exploite cet effet de façon humoristique.